# Выборы в Верховный Совет СССР (1970)
Выборы в Верховный Совет СССР VIII-го созыва прошли 14 июня 1970 года.

## Избирательное право
Согласно действующему на тот момент избирательному праву, все кандидаты должны были быть выдвинуты от КПСС, либо от общественных организаций. Однако так или иначе, все общественные организации контролировались партией, а равно подчинялись закону о деятельности общественных организациях от 1931 года, постановляющий наличие в оных партийного правления, а КПСС так и оставалась единственной легальной партией в стране.
Теоретически, избиратели могли проголосовать против КПСС, однако для этого потребовалось бы испортить бюллетень, так-как даже пустой бланк признавался как голос за правящую партию. Единственным шансом для непризнания выборов, а равно и протеста против правления партии — явка ниже 50 %, что признавала бы выборы недействительными.

## Кандидаты на выборы
Значительная часть депутатов на данных выборах являлись членами КПСС, а оставшиеся — ВЛКСМ, что лишь создавало иллюзию наличия независимых кандидатов на выборах.

## Результаты

### Совет Союза
|                             |                                          |             |        |               |  |  |  |
| Партия                      | Партия                                   | Голосов     | %      | Мест получено |  |  |  |
|                             | Коммунистическая партия Советского Союза | 152 771 739 | 99,74  | 562           |  |  |  |
|                             | Беспартийные                             | 152 771 739 | 99,74  | 205           |  |  |  |
| Против всех                 | Против всех                              | 400 054     | 0,26   |               |  |  |  |
| Всего                       | Всего                                    | 153 171 793 | 100,00 | 767           |  |  |  |
|                             |                                          |             |        |               |  |  |  |
| Действительных бюллетеней   | Действительных бюллетеней                | 153 171 793 | 100,00 |               |  |  |  |
| Недействительных бюллетеней | Недействительных бюллетеней              | 420         | 0,00   |               |  |  |  |
| Всего бюллетеней            | Всего бюллетеней                         | 153 172 213 | 100,00 |               |  |  |  |
| Явка избирателей            | Явка избирателей                         | 153 237 112 | 99,96  |               |  |  |  |

### Совет национальностей
|                             |                                          |             |        |               |  |  |  |
| Партия                      | Партия                                   | Голосов     | %      | Мест получено |  |  |  |
|                             | Коммунистическая партия Советского Союза | 152 843 228 | 99,79  | 534           |  |  |  |
|                             | Беспартийные                             | 152 843 228 | 99,79  | 216           |  |  |  |
| Против всех                 | Против всех                              | 328 544     | 0,21   |               |  |  |  |
| Всего                       | Всего                                    | 153 171 772 | 100,00 | 750           |  |  |  |
|                             |                                          |             |        |               |  |  |  |
| Действительных бюллетеней   | Действительных бюллетеней                | 153 171 772 | 100,00 |               |  |  |  |
| Недействительных бюллетеней | Недействительных бюллетеней              | 441         | 0,00   |               |  |  |  |
| Всего бюллетеней            | Всего бюллетеней                         | 153 172 213 | 100,00 |               |  |  |  |
| Явка избирателей            | Явка избирателей                         | 153 237 112 | 99,96  |               |  |  |  |